# Elizabeth Bayard French
Elizabeth Bayard French, geborene Elizabeth Bayard Wace (* 19. Januar 1931 in London; † 10. Juni 2021 in Cambridge) war eine britische Archäologin und herausragende Kennerin der archäologischen Stätte von Mykene.

## Leben
Elizabeth French war die Tochter des Archäologen-Ehepaars Alan Wace (1879–1957) und Helen Wace (geb. Pence, 1892–1982). Schon 1939 begleitete sie mit acht Jahren ihre Eltern zu den Ausgrabungen in Mykene, die ihr Vater leitete. Mit Ausbruch des Zweiten Weltkrieges bestieg sie mit ihrer Mutter den amerikanischen Luxusliner Excalibur und reiste zu Verwandten in den USA.
Sie studierte am Newnham College der University of Cambridge und nahm von 1953 bis 1957 an den von ihrem Vater geleiteten Ausgrabungen in Mykene teil. Außer im Jahre 1964 nahm sie an allen Ausgrabungen der British School at Athens bis 1970 teil. Zunächst war sie Schnittleiterin am Kyklopischen Terrassengebäude, am Haus der Sphingen und am Nebengebäude des Südhauses. Später hatte sie die Aufsicht über die Keramikfunde, war Restauratorin und Fotoassistentin. Die letzten drei Jahre betreute sie die Ausgrabungen an den Zitadellenhäusern. Ab 1970 verbrachte sie die Sommer in Nafplio mit der Dokumentation der Funde.
Von 1976 bis 1989 war sie Leiterin der Ashburne Hall an der University of Manchester. Von 1989 bis 1994 war sie Direktorin der British School at Athens.
Von 1959 bis 1975 war sie mit dem britischen Archäologen David H. French (1933–2017) verheiratet.

## Schriften (Auswahl)
- The Development of Mycenaean Terracotta Figurines. In: Annual of the British School at Athens 66, 1971, S. 101–187.
- The post-palatial levels (=  Well built Mycenae 16/17). Oxbow Books, Oxford 2011, ISBN 978-1-84217-996-3.
- Mykenae, Agamemnon's Capital. The site and its setting. Tempus, Strout, Gloucestershire 2002, ISBN 0-7524-1951-X.